# Amir Moradi
Pour les articles homonymes, voir Moradi.
Amir Moradi (né le 10 avril 1990 à Téhéran) est un athlète iranien, spécialiste du demi-fond.

## Carrière
Il est médaillé d'argent sur 800 mètres aux Championnats d'Asie juniors d'athlétisme 2008, médaillé de bronze sur 800 mètres aux Jeux asiatiques en salle de 2017 et médaillé d'or sur 1 500 mètres aux Championnats d'Asie d'athlétisme en salle 2018.
Le 21 juillet 2018, il établit son record personnel sur 1 500 m en 3 min 45 s 31 à Minsk. Le 28 août 2018, il court le 800 m en 1 min 46 s 55, aussi record personnel, avant de remporter la médaille d'argent du 1 500 m, lors des Jeux asiatiques de 2018 à Jakarta.

## Agression sexuelle
En juin 2025, Amir Moradi, entraîneur de l'équipe nationale iranienne d'athlétisme, ainsi que deux athlètes nationaux nommés Masoud Kamran et Hossein Rasouli, ont été arrêtés lors des Championnats d'Asie d'athlétisme à Gumi, en Corée du Sud, accusés d'avoir agressé sexuellement une femme coréenne de 20 ans. Selon les rapports, les trois hommes auraient rencontré la femme dans un bar, l'auraient emmenée dans un hôtel près du village des athlètes, et l'auraient agressée sexuellement. La police sud-coréenne les a arrêtés sur place après le dépôt de plainte. L’enquête est en cours.